# Micrathena marta
Micrathena marta är en spindelart som beskrevs av Levi 1985. Micrathena marta ingår i släktet Micrathena och familjen hjulspindlar.
Artens utbredningsområde är Colombia. Inga underarter finns listade i Catalogue of Life.